# Härlövs distrikt
Härlövs distrikt är ett distrikt i Alvesta kommun och Kronobergs län. Distriktet ligger nordost om Alvesta. 

## Tidigare administrativ tillhörighet
Distriktet inrättades 2016 och utgörs av en del av området som Alvesta köping omfattade till 1971, den del som före 1952 utgjorde Härlövs socken.
Området motsvarar den omfattning Härlövs församling hade 1999/2000.